# Kurt-Schumacher-Brücke (Mannheim)
Die Kurt-Schumacher-Brücke ist die jüngste Rheinquerung zwischen Mannheim und Ludwigshafen. Sie war weltweit die erste Schrägseilbrücke, die mit Paralleldrahtbündeln ausgeführt wurde.
Sie überführt bei Rheinkilometer 425,680 die Bundesstraße 44 sowie eine Straßenbahntrasse von Mannheims Stadtteil Innenstadt/Jungbusch über den Rhein nach Ludwigshafen. Die Grenze zwischen den Bundesländern Baden-Württemberg und Rheinland-Pfalz verläuft in der Flussmitte.

## Beschreibung

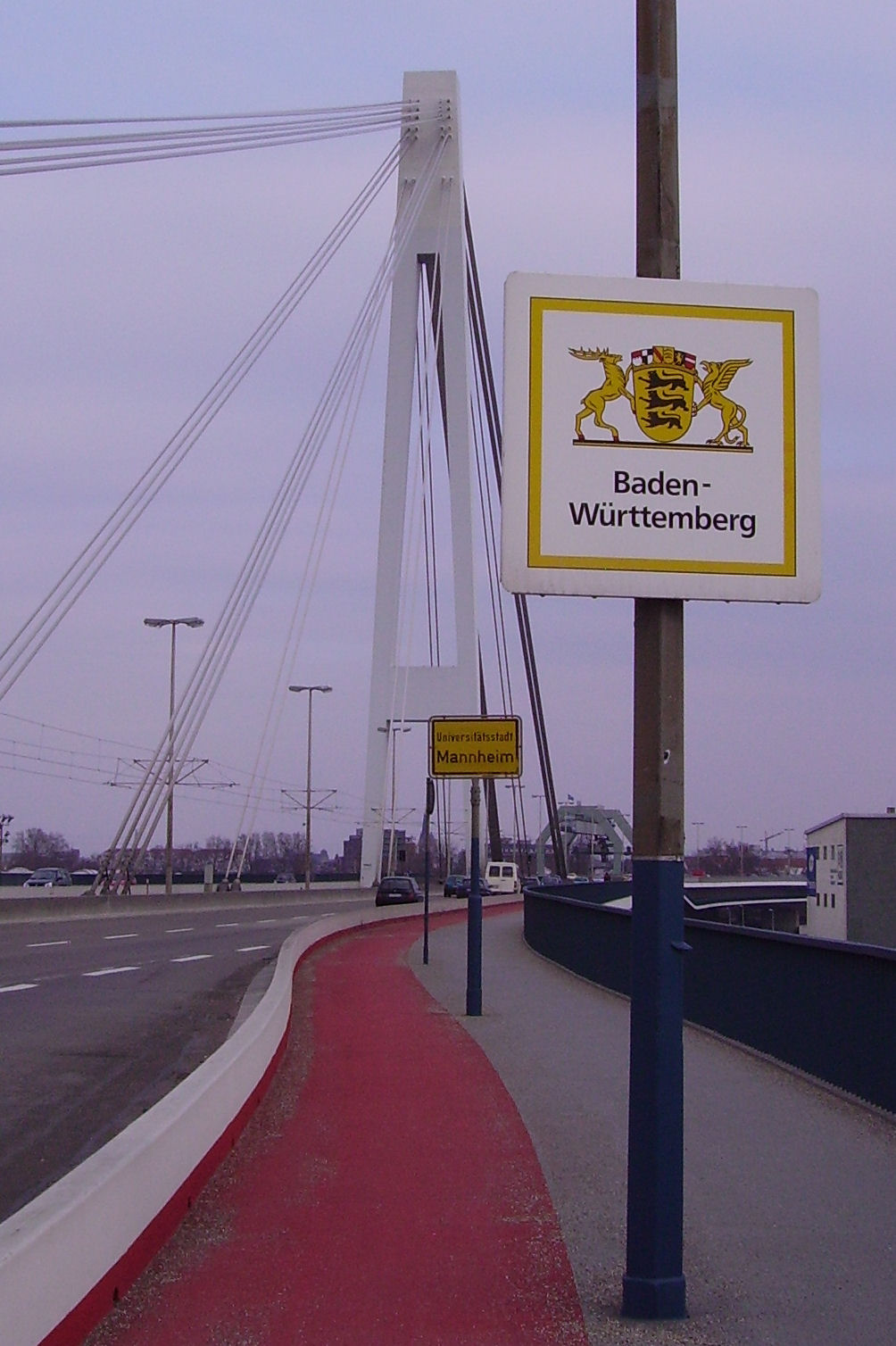
Landesgrenze auf der Schumacher-Brücke

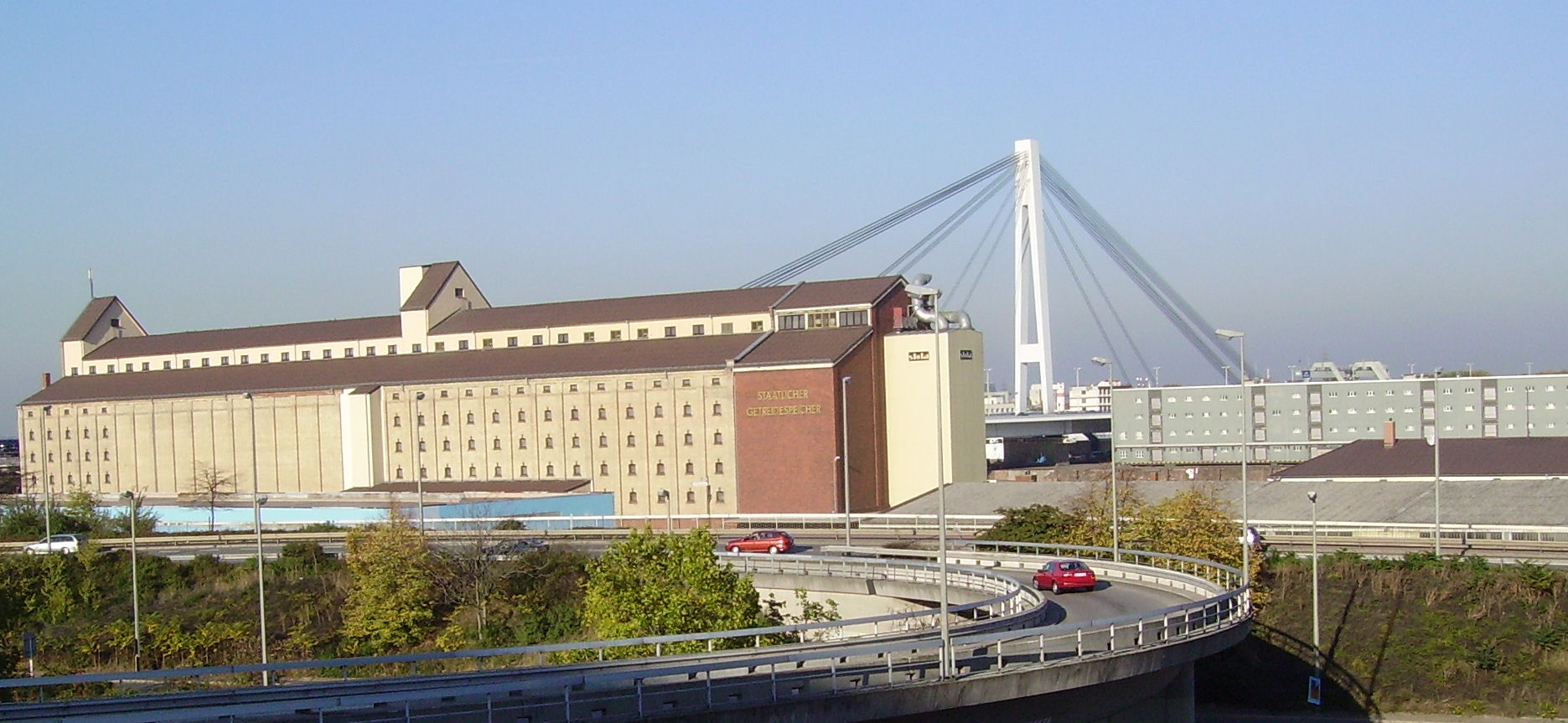
Kurt-Schumacher-Brücke von Ludwigshafen aus

Die Kurt-Schumacher-Brücke ist einschließlich ihrer Auffahrten und Verteilerbauwerke etwa 1,5 Kilometer lang. Auf der Brücke verläuft in der Mitte eine zweigleisige Straßenbahnstrecke, daneben pro Richtung zwei Fahrstreifen und außen auf beiden Seiten ein Geh- und Radweg. An den beiden Enden wird die Brücke durch zusätzliche Auf- und Abfahrtspuren erheblich verbreitert. Etwa über der Mitte des Handelshafens sind Anschluss-Segmente als Verschwenkungen am Fahrbahnrand vorhanden, an denen Auf- und Abfahrten direkt zum Mannheimer Hafengebiet vorbereitet aber nicht realisiert wurden.
Das einheitlich als Kurt-Schumacher-Brücke bezeichnete Bauwerk besteht aus mehreren Teilbrücken (von Mannheim im Osten nach Ludwigshafen im Westen):
- Westkreuz- und Verbindungskanalbrücke (Länge ca. 296 Meter)
- Mühlauhafenbrücke (Länge ca. 287 Meter)
- Strombrücke (Länge 433,45 Meter)

Diese drei, lediglich durch Übergangskonstruktionen voneinander getrennten Brücken haben eine Gesamtlänge von 720 m. Auf Ludwigshafener Seite wird die Brücke als „Hochstraße Nord“ zum Hauptbahnhof und danach bis zur A 650 weitergeführt.
Der markanteste Teil ist die Strombrücke, die als asymmetrische Schrägseilbrücke den Rhein überspannt.
Sie hat einen einzigen, auf dem rechten Rheinufer stehenden, A-förmigen Pylon, der das Brückendeck um 71,5 m überragt. Er ist so breit, dass das Lichtraumprofil der beiden Straßenbahnen zwischen seinen Stielen ausreichend Platz hat. Die Stiele stehen auf dem Uferpfeiler und sind so gelagert, dass Kippbewegungen in Längsrichtung der Brücken möglich sind, während in der Querrichtung eine Einspannwirkung besteht. Die stählernen Stiele haben jeweils zwei Kammern mit einem rechteckigen Hohlquerschnitt. In einem Stiel befindet sich ein Aufzug, im anderen eine Notleiter mit Podesten.
Erstmals im deutschen Großbrückenbau wurden die Schrägseile aus mehreren Bündeln von Paralleldrahtseilen gefertigt. Sie sind im Pylonkopf und zu beiden Seiten der Straßenbahngleise im Fahrbahnträger verankert. Dabei sind alle Seile doppelt nebeneinander angeordnet und bis zu fünf solcher Doppelseile parallel hintereinander.
Der stählerne Fahrbahnträger über dem Rhein hat zwischen dem Ludwigshafener Uferpfeiler und dem Pylon eine Spannweite von 287,04 m. Er wird in der Seitenansicht von drei Seilgruppen getragen. Er ist 36,9 m breit, wird aber etwa ab Strommitte Richtung Ludwigshafen durch die zusätzlichen Fahrspuren auf 51,9 m aufgeweitet. Er besteht aus einer orthotropen Platte, die von zwei 7,8 m breiten Hohlkästen getragen wird, die im Abstand von 11,2 m angeordnet sind. Unter der Aufweitung ist neben den Kastenträgern je eine weitere Zelle angeordnet, die bei der Beendigung der Aufweitung 7,5 m breit wird. An den Kabelverankerungspunkten sind die Hohlkästen durch Scheiben miteinander verbunden. Der Träger hat eine Bauhöhe von 4,5 m.
Zwischen dem Pylon und der Übergangsfuge zur Mühlauhafenbrücke besteht der Fahrbahnträger nicht aus Stahl, sondern aus einem 146,41 m langen Spannbeton-Hohlkastenträger mit dem gleichen Querschnitt wie der Stahlträger. Der Stahl- und der Betonträger sind durch eine Übergangskonstruktion miteinander verbunden, stehen konstruktiv aber nicht mit dem Pylon in Verbindung. Vom Pylon aus gerechnet stehen Betonpfeiler nach 60,16 m und nach weiteren 65 m unter dem Betonträger, der noch weitere 21,25 m zur Mühlaubrücke auskragt. Der Betonträger ist über den Pfeilern mit Ballastbetonplatten beschwert, um abhebenden Kräften an den Pfeilern zu begegnen.

## Geschichte
Die Konzeption der Brücke stammt von Fritz Leonhardt, die Tragwerksplanung wurde von der Ruhrberg Ingenieurgemeinschaft erstellt. Generalunternehmer war die Hein Lehmann AG, die schon mehrere Stahlbrücken über den Rhein gebaut hatte. Die Betonarbeiten wurden von Züblin und der damals noch als Grün & Bilfinger AG firmierenden Bilfinger ausgeführt.
Die Bauzeit der Brücke dauerte von 1969 bis 1972. Eröffnet wurde sie am 28. Juni 1972 vom damaligen Verkehrsminister Georg Leber. Die Baukosten betrugen insgesamt etwa 130 Millionen DM.